# TCL Zhonghuan
TCL Zhonghuan Renewable Energy Technology Company Limited  — китайская фотоэлектрическая компания. Специализируется на производстве поликристаллических кремниевых материалов, монокристаллических кремниевых фотоэлементов, полупроводниковых пластин и солнечных модулей, разработке и эксплуатации солнечных электростанций, а также на венчурных инвестициях и лизинге. Основана в 1988 году, штаб-квартира расположена в городе Тяньцзинь.  

## История
Компания Zhonghuan («Чжунхуань») была основана в 1988 году, в 2007 году вышла на Шэньчжэньскую фондовую биржу. В 2009 году была основана дочерняя компания Inner Mongolia Zhonghuan Photovoltaic Material, в 2012 году — дочерние компании Zhonghuan Hong Kong Holdings и Inner Mongolia Zhonghuan Energy, а также совместное предприятие Huaxia CPV Power.
В 2013 году были основаны дочерняя компания Sichuan Zhonghuan Energy и совместное предприятие Inner Mongolia Jinghuan Electronic Materials, в 2014 году — дочерняя компания Tianjin Zhonghuan Lease Finance и совместное предприятие Sichuan Shengtian New Energy Development. В 2020 году крупнейшим акционером Tianjin Zhonghuan Semiconductor стала группа TCL. В июне 2022 года Tianjin Zhonghuan Semiconductor сменила название на TCL Zhonghuan Renewable Energy Technology.

## Деятельность
Кремниевые пластины и фотоэлементы для солнечных панелей производства компании TCL Zhonghuan широко используются в военной и космической отрасли (в том числе в пилотируемых кораблях «Шэньчжоу-5»), в солнечных электростанциях, электромобилях и ветряных инверторах, а полупроводники и полупроводниковые устройства — в бытовой электронике.
Производственные мощности TCL Zhonghuan расположены в Китае и Малайзии. По итогам 2021 года основные продажи TCL Zhonghuan пришлись на фотоэлектрические кремниевые пластины (77,4 %), фотоэлектрические модули (14,9 %), полупроводники (4,9 %), солнечные электростанции (1,3 %) и полупроводниковые устройства (0,2 %).  

### Дочерние структуры
- Tianjin Huan Ou International Silicon Materials
- Tianjin Union Electronic Technology
- Tianjin Xin Tian He Electronic & Technology
- Inner Mongolia Zhonghuan Solar Material
- Huaxia CPV (Inner Mongolia) Power
- Zhonghuan Energy (Inner Mongolia)
- Zhonghuan Hong Kong Holdings
- Sichuan Zhonghuan Energy
- Sichuan Shengtian New Energy Development
- Zhonghuan Asset Management

## Акционеры
Основными акционерами TCL Zhonghuan Renewable Energy Technology являются TCL Technology Group (29,1 %), China Merchants Fund Management (2,89 %), E Fund Management (2,49 %), SASAC (1,42 %) и China Life Asset Management (1,4 %).